# Подоле-Гурова
Подоле-Ґурова (пол. Podole-Górowa) — село в Польщі, у гміні Городок-над-Дунайцем Новосондецького повіту Малопольського воєводства.
Населення — 691 особа (2011).
У 1975-1998 роках село належало до Новосондецького воєводства.

## Демографія
Демографічна структура станом на 31 березня 2011 року:
|          | Загалом | Допрацездатний вік | Працездатний вік | Постпрацездатний вік |
| -------- | ------- | ------------------ | ---------------- | -------------------- |
| Чоловіки | 343     | 111                | 208              | 24                   |
| Жінки    | 348     | 117                | 179              | 52                   |
| Разом    | 691     | 228                | 387              | 76                   |